# Mullion
Mullion – wieś w Anglii, w Kornwalii. Leży 24 km na południowy wschód od miasta Penzance i 396 km na południowy zachód od Londynu. W 2001 miejscowość liczyła 1986 mieszkańców.